# Ernest Hoben
Ernest Denis Hoben (ur. 3 lutego 1864 w Auckland, zm. 3 lutego 1918 w Melbourne) – nowozelandzki działacz rugby union, jeden z głównych zaangażowanych w stworzenie New Zealand Rugby Union w 1892 roku i jego pierwszy honorowy sekretarz.

## Kariera dziennikarska i życie prywatne
Urodził się w Auckland i po kilku latach w Nowej Południowej Walii spędził młodość w Taurandze, gdzie uczestniczył w działalności sekcji sportowych. Pracował w banku w Taurandze, następnie porzucił posadę dla pracy jako dziennikarz w „Hawke’s Bay Herald” w Napier, następnie w „Evening Post” w Wellington, „Daily Telegraph” w Sydney, oraz „Sydney Mail” w Sydney. Następnie wrócił do Nowej Zelandii jako redaktor „New Zealand Times” w Wellington, następnie był asystentem redaktora w „Evening News” w Christchurch. Później przeniósł się do Melbourne, aby pracować w „Herald”, po tygodniu zmarł z powodu długoletniej cukrzycy. Według innych źródeł cierpiał na zaburzenia psychiczne oraz był hospitalizowany, zmarł w szpitalu psychiatrycznym.
Miał pięcioro dzieci.

## Rugby
Został sekretarzem Hawke’s Bay Rugby Union i spędził cały rok 1891 na jeżdżeniu po Nowej Zelandii i agitacji na temat wspólnego, narodowego związku, który zunifikowałby zasady gry na wyspach.
W roku 1892 w obecności przedstawicieli regionalnych związków stworzono New Zealand Rugby Union, wszystkie związki regionalne dołączyły do roku 1895.
Na cześć działacza największa sala w siedzibie New Zealand Rugby Union nosi nazwę Ernest Hoben Room, w pokoju znajdują się koszulki wszystkich związków prowincjonalnych, zdjęcia byłych reprezentantów Nowej Zelandii w rugby union oraz pełna lista wszystkich zawodników, którzy wystąpili w barwach Nowej Zelandii.